# Frans Blom
Frans Blom (Frants Ferdinand Blom, 9. august 1893 i København – 23. juni 1963 i San Cristóbal de las Casas, Chiapas, Mexico) var en dansk opdagelsesrejsende og arkæolog.
Blom kom til Mexico i 1919, hvor han arbejdede i olieindustrien, men fattede interesse for mayaruinerne, som han i forbindelse med sit arbejde stødte på i junglen, hvorfor han fik ansættelse ved Mexicos nationalmuseum (i dag Museo Nacional de Historia), som finansierede nogle af hans ekspeditioner. Han mødte Sylvanus G. Morley, der fik ham til Harvard-universitetet i Boston i USA, hvor han tog en master-grad i arkæologi.
Han blev herefter ansat ved Tulane University i New Orleans, som sendte ham på flere arkæologiske ekspeditioner i Mellemamerika. I 1923 dokumenterede hans undersøgelser i Palenque en række egenskaber overset af tidligere forskere. I 1924 opdagede Blom mayaruinen Uaxactun i Guatemala. Hans udforskning af Tehuantepec-landtangen gav de første videnskabelige rapporter om en række af olmeker-civilisationens forhenværende byer. I 1926 blev Blom leder af Tulane Universitys nyoprettede Department of Middle Amercian Research (den mellemamerikanske afdeling).
I 1932 blev Blom gift med amerikaneren Mary Thomas, men seks år senere blev de skilt, og Blom fik et begyndende alkoholmisbrug, som blev en medvirkende årsag til, at han senere måtte tage sin afsked fra universitetet. Blom flyttede til Mexico, hvor han på en ekspedition mødte den schweiziske fotograf og konservator Gertrude Duby (1901-1993), som han blev gift med.
Blom og Duby købte i 1950 et stort hus i San Cristóbal de las Casas. Huset blev navngivet Casa Na Bolom – "na" betyder på det lokale lacandon-mayasprog, "hus", og "bolom" er et ordspil på "balum" (eller "b'alum" på nogle mayasprog), som betyder "jaguar" og samtidig en reference til Bloms navn (da "Bolom" og lignende variationer stadig var forholdsvis almindelige maya-efternavne, gik nogle mayer ud fra, at dette var Bloms navn). Frans og Gertrude Blom gjorde huset til et kulturelt og videnskabeligt center med plads til overnattende gæster, hvilket Gertrude førte videre i årtier efter Frans død. I dag fungerer huset også som museum.
Blom og Duby fortsatte med at tage på ekspeditioner, nu for den mexicanske regering. Blom døde i 1963, 70 år gammel.